# Santiago Fitz Simon

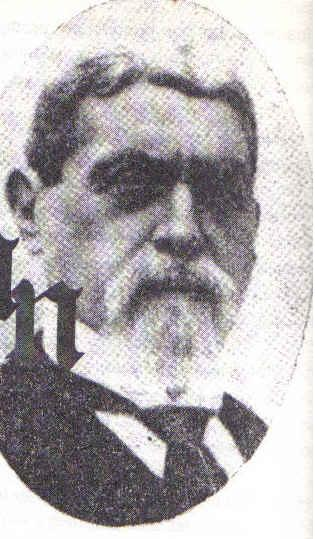
Retrato de Fitz Simon

Santiago Fitz Simon (1849-1925) fue un educador argentino, promotor del magisterio normal, de la inclusión de la educación física y el deporte en la enseñanza, promotor de la enseñanza comercial en el país y director de la Escuela Superior de Comercio "Carlos Pellegrini" 1893 y 1914.

## Biografía

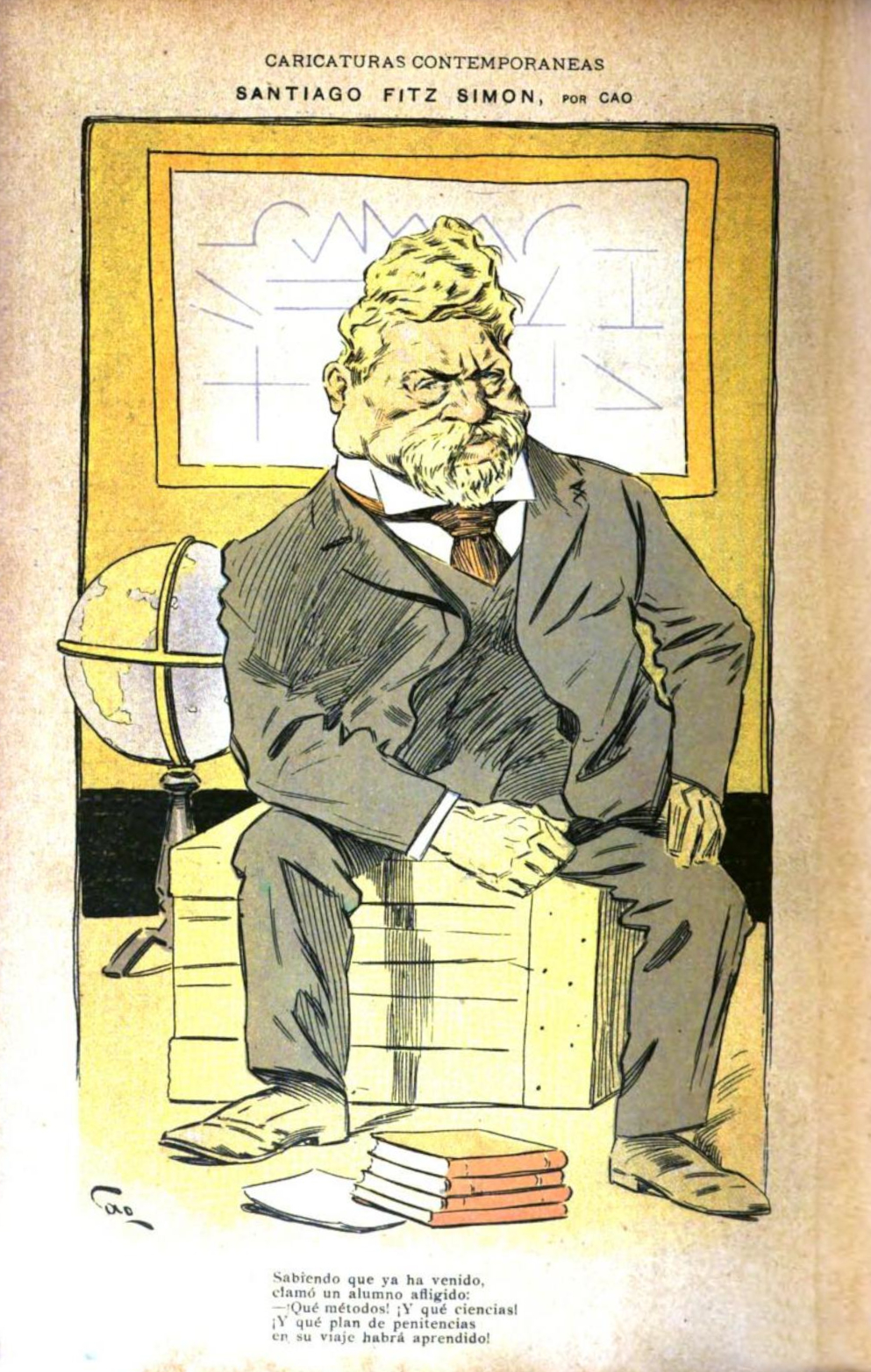
Retratado por Cao en la revista argentina Caras y Caretas (1903)

Nació en la localidad irlandesa de Ennis el 15 de abril de 1849. Después de cursar estudios de matemáticas en Oxford acompañó a su padre a la Argentina donde había sido contratado como director de la Escuela Normal de Paraná, ejerciendo en la misma como docente.
A partir de 1878 se desempeñó como rector del Colegio Nacional de Corrientes, cargo que había ocupado su padre hasta el momento de su fallecimiento. En esa gestión realizó la primera contratación de un profesor de educación física (llamado inicialmente "ejercicios físicos") en la historia argentina, en una escuela pública. Debido a que en el país no existían tales tipos de profesores, contrató para el cargo a Mr. Tomas C. T. Reeve, un británico proveniente de la Universidad de Cambridge. Como resultado de esas tareas, en 1890 el Colegio Nacional de Corrientes participó en los Juegos al Aire Libre, una serie de competencias intercolegiales de fútbol y atletismo que realizaban los colegios ingleses en Argentina. Presenció esos encuentros el Inspector de educación José Benjamín Zubiaur, y uno de los alumnos que jugaron un partido de fútbol con los empleados ingleses del ferrocarril fue Enrique Romero Brest, uno de los pioneros de la educación física en la Argentina (Esto consta en el libro de Escobar Bavio "Escuela de campeones").
En 1888 Fitz Simón fue designado inspector general de Educación Secundaria, Normal y Especial de la Nación, incorporando el fútbol y los juegos atléticos, para varones, en todos los programas escolares del país.
Por iniciativa del diputado Víctor Molina, se había creado en 1890 la Escuela de Comercio de la Capital, que desde 1908 lleva el nombre de "Carlos Pellegrini". Fitz Simon fue su director entre 1893 y 1914, luego del retiro de John Ryan, que fue el primero.

## Familiares
- Su esposa Elvira Lotero, nacida en Corrientes en 1864
- Sus hijos: Enrique, Delia, María Luisa, Mercedes, Elvira, Eduardo, el ingeniero Santiago Fitz Simon (hijo) y el abogado, deportista y diplomático Juan Fitz Simon también se destacaron en su respectivas áreas.